# Semaeopus exquisitata
Semaeopus exquisitata là một loài bướm đêm trong họ Geometridae.